# Valdis Dombrovskis
Valdis Dombrovskis (Riga, 5 augustus 1971) is een Lets politicus, die sinds 2014 zijn land vertegenwoordigt in de Europese Commissie. Sinds het terugtreden van Phil Hogan op 26 augustus 2020 bekleedt hij daarin de belangrijke portefeuille van Handel, en tevens is hij vice-voorzitter. Tussen 2009 en 2013 was hij premier van Letland. Eerder was hij minister van Financiën en lid van het Europees Parlement.

## Opleiding en wetenschappelijke carrière
Dombrovskis studeerde af aan de faculteit van natuurkunde en wiskunde van de Universiteit van Letland. In 1995 haalde hij een BA in economie voor ingenieurs aan de Technische Universiteit Riga, en in 1996 een master in natuurkunde aan de Universiteit van Letland. Hij werkte aan het Natuurkunde-instituut van de Universiteit van Mainz als laboratoriumassistent (1995-1996), als assistent aan het instituut voor vastestoffysica van de Universiteit van Letland (1997) en als onderzoeksassistent aan de faculteit voor elektronische ontwikkeling van de Universiteit van Maryland (1998).

## Politieke loopbaan
Dombrovskis is sinds 2002 bestuurslid van de politieke partij Nieuwe Tijd. Van 2002 tot 2004 was hij parlementslid en minister van Financiën. Voorts was hij waarnemer bij de Raad van de Europese Unie. Als lid van het Europees Parlement was hij lid van drie commissies: de begrotingscommissie, de delegatie voor de gezamenlijke ACP-EU-vergadering en de delegatie voor de Euro-Latijns-Amerikaanse parlementaire vergadering (EuroLat).
Dombrovskis was voorts een van de zes waarnemers bij de verkiezingen van 2007 in Togo.
Op 26 februari 2009 werd Dombrovskis door president Valdis Zatlers tot premier benoemd, als opvolger van Ivars Godmanis, die was afgetreden.
Op 27 november 2013 kondigde Dombrovskis zijn aftreden aan. Hij nam daarmee de politieke verantwoordelijkheid voor het instorten van een supermarkt in Riga, waarbij zes dagen eerder ruim vijftig doden waren gevallen.
Bij de verkiezingen van 2014 werd Dombrovskis gekozen tot lid van het Europees Parlement. Hij bleef dit tot 1 november 2014, toen hij werd benoemd tot lid van de commissie-Juncker waarin hij een van de vicevoorzitters is en verantwoordelijk is voor de Euro en Sociale Dialoog. Sinds het aftreden van Jonathan Hill was hij tevens belast met Financiële Stabiliteit, Financiële Diensten en Kapitaalmarktenunie.
Bij de verkiezingen van 2019 werd Dombrovskis opnieuw gekozen als lid van het Europees Parlement, maar hij besloot zijn zetel niet in te nemen en in plaats daarvan zijn termijn als Eurocommissaris af te maken. Op 11 juni 2019 besloot de Letse regering hem te zullen voordragen voor een tweede termijn.
Josep Borrell · 
Thierry Breton (tot 16 september 2024) · 
Helena Dalli · 
Valdis Dombrovskis · 
Elisa Ferreira · 
Marija Gabriel (tot 15 mei 2023) · 
Paolo Gentiloni ·  
Johannes Hahn · 
Iliana Ivanova (vanaf 19 september 2023) · 
Ylva Johansson · 
Věra Jourová · 
Wopke Hoekstra (vanaf 5 oktober 2023) · 
Phil Hogan (tot 26 augustus 2020) · 
Stella Kyriakidou · 
Janez Lenarčič · 
Ursula von der Leyen · 
Mairead McGuinness (vanaf 12 oktober 2020) · 
Didier Reynders · 
Margarítis Schinás · 
Nicolas Schmit · 
Maroš Šefčovič · 
Kadri Simson · 
Virginijus Sinkevičius · 
Dubravka Šuica · 
Frans Timmermans (tot 22 augustus 2023) ·   
Jutta Urpilainen · 
Adina-Ioana Vălean · 
Olivér Várhelyi · 
Margrethe Vestager · 
Janusz Wojciechowski
Vytenis Andriukaitis · Andrus Ansip (tot 2 juli 2019) · Dimitris Avramopoulos · Elżbieta Bieńkowska · Violeta Bulc · Miguel Arias Cañete  · Corina Crețu (tot 2 juli 2019) · Valdis Dombrovskis  · Marija Gabriel (vanaf 4 juli 2017) · Kristalina Georgieva (tot 1 januari 2017) · Johannes Hahn · Jonathan Hill (tot 15 juli 2016) · Phil Hogan  · Věra Jourová · Jean-Claude Juncker · Jyrki Katainen · Julian King (vanaf 19 september 2016) · Cecilia Malmström · Neven Mimica · Carlos Moedas · Federica Mogherini · Pierre Moscovici · Tibor Navracsics · Günther Oettinger · Maroš Šefčovič · Christos Stylianides · Marianne Thyssen · Frans Timmermans · Karmenu Vella · Margrethe Vestager